# ۵۵۸ (میلادی)
۵۵۸ (میلادی) پانصد و پنجاه و هشتمین سال تقویم میلادی است.

## درگذشتگان
- ۱۳ دسامبر - شیلدبرت یکم، پادشاه پاریس

‎